# جاندجاسر كابان
نادي جاندجاسر كابان (بالإنجليزية: FC Gandzasar Kapan)‏ هو فريق كرة قدم من مدينة كابان في أرمينيا، أُسس بتاريخ 2004، يلعب في الدوري الأرمني الممتاز، في Gandzasar Stadium ‏.

## وصلات خارجية
- صفحة بيانات نادي جاندجاسر كابان على موقع كووورة، تاريخ الوصول: 24 سبتمبر 2018.
- الموقع الرسمي